# Convenio del Consejo de Europa sobre prevención y lucha contra la violencia contra las mujeres y la violencia doméstica
El Convenio del Consejo de Europa sobre prevención y lucha contra la violencia contra las mujeres y la violencia doméstica, también conocido como Convenio de Estambul o Convención de Estambul, es una convención del Consejo de Europa que tiene por objetivo la lucha contra la violencia contra mujeres y la violencia doméstica. Se presentó en Estambul en 2011 y está en vigor en Europa desde el 1 de agosto de 2014. A 2022, ha sido firmado por 45 países y ratificado por 37 países. En 2021, el presidente Recep Tayyip Erdoğan anunció la retirada de Turquía.
Es el primer instrumento de carácter vinculante en el ámbito europeo en materia de violencia contra la mujer y violencia doméstica, y está considerado el tratado internacional más completo y de mayor alcance sobre la lucha contra la violencia contra las mujeres y la violencia doméstica. Reconoce la violencia contra las mujeres como una violación de los derechos humanos y aborda la violencia contra las mujeres a través de medidas dirigidas a la prevención de la violencia, la protección a las víctimas y el enjuiciamiento de los autores.
El Convenio contempla como delito todas las formas de violencia contra la mujer: la violencia física, psicológica y sexual, incluida la violación; la mutilación genital femenina, el matrimonio forzado, el acoso, el aborto forzado y la esterilización forzada. Esto implica que los Estados deberán introducir en sus sistemas jurídicos estos delitos.

## Historia
El Consejo de Europa ha emprendido una serie de iniciativas para promover la protección de mujeres en contra de violencia desde los años 1990. En particular, estas iniciativas han resultado en la adopción, en 2002, del Consejo de Recomendación de Europa Rec(2002)5 del Comité de Ministros a los Estados miembro en la protección de las mujeres en contra de la violencia, y la implementación de una campaña amplia en Europa, entre 2006 y 2008, para combatir la violencia contra mujeres, incluyendo la violencia doméstica. La Asamblea Parlamentaria del Consejo de Europa también ha tomado una firme postura política en contra todas las formas de violencia contra mujeres. Ha adoptado un número de resoluciones y recomendaciones que piden estándares legales obligatorios que impidan, protejan y castiguen las formas más severas y extendidas de violencia de género.
El Consejo de Europa decidió que era necesario poner estándares comprensibles para impedir y combatir la violencia contra mujeres y la violencia doméstica. En diciembre de 2008, el Comité de Ministros instaló un grupo experto mandatado para preparar un borrador de convención en este campo. En el curso de dos años, este grupo, llamado CAHVIO (Comité Ad Hoc para impedir y combatir la Violencia contra mujeres y violencia doméstica), generó un texto de borrador. Durante la etapa final de redacción de la convención, Reino Unido, Italia, Rusia y la Santa Sede propusieron varias enmiendas para limitar los requisitos proporcionados por la Convención. Estas enmiendas fueron criticadas por Amnistía Internacional. El borrador final de la convención fue producido en diciembre de 2010.

## Adopción, firma y ratificación
|  | Firmado y ratificado Solo firmado No firmado revocó la ratificación Estados no miembros del Consejo de Europa |

Firmado y ratificado
Solo firmado
No firmado
revocó la ratificación
Estados no miembros del Consejo de Europa

La convención fue adoptada por el Comité de Ministros del Consejo de Europa el 7 de abril de 2011. Se abrió para su firma el 11 de mayo de 2011, con ocasión de la 121.ª Sesión del Comité de Ministros en Estambul. Entró en vigor con 10 ratificaciones, ocho de las cuales fueron requeridas para ser Estados miembro del Consejo de Europa.

### Países que han ratificado el Convenio
El 12 de marzo de 2012, Turquía se convirtió en el primer país en ratificar la Convención, si bien en el 20 de marzo de 2021,  con el islamista conservador Tayyip Erdoğan como presidente de Turquía, abandonó la Convención de Estambul.
Entre 2013 y 2015 fue rataficado por otros dieciocho países que firmaron: (Albania, Andorra, Austria, Bosnia y Herzegovina, Dinamarca, Finlandia, Francia, Italia, Malta, Mónaco, Montenegro, Países Bajos, Polonia, Portugal, Serbia, Eslovenia, España y Suecia). El 11 de mayo de 2017, el Consejo decidió la adhesión de la Unión Europea considerando que esta adhesión garantiza la complementariedad entre el plano nacional y el plano de la UE, y consolida la capacidad de esta última para desempeñar un papel más eficaz en foros internacionales como el Grupo de Expertos del Consejo de Europa en la lucha contra la violencia contra las mujeres y la violencia doméstica (GREVIO).
A julio de 2017, la convención estaba firmada por 46 estados, seguidos de la ratificación del mínimo de ocho veinticuatro miembros del Consejo de Europa.

### Países que han adaptado la legislación al Convenio de Estambul
El compromiso de la firma es que los países adheridos adapten su legislación al marco que establece el Convenio de Estambul. Es especialmente innovador en cuanto a la cuestión relativa a la violencia sexual y el marco del "consentimiento" que debe prestarse voluntariamente.
En mayo de 2018 Suecia se sumó a los países que como Reino Unido (Inglaterra, Gales, Escocia, Irlanda del Norte), Bélgica, Alemania, Islandia, Chipre, Irlanda y Luxemburgo ya han trasladado a sus legislaciones el Convenio de Estambul. En España tras la polémica por la sentencia de La Manada dictada en abril de 2018 también se abrió el debate sobre la necesidad de abordar cambios legales, siendo aprobada en el congreso la norma el 27 de mayo de 2022
El 20 de marzo de 2021 Turquía se retiró del convenio tras presiones conservadoras e islamistas. Tayyip Erdogan firmó el decreto presidencial estipulando su cancelación.

### Países que han abandonado la Convención de Estambul: Turquía
El 20 de marzo de 2021, siendo presidente de Turquía el islamista conservador Tayyip Erdoğan, y mediante decreto, abandonó la Convención de Estambul alegando que algunos artículos impactan negativamente sobre "la estructura familiar" y van en contra de los "valores nacionales", ya que promovería la homosexualidad y ataca los valores familiares, por describir las relaciones de "personas que viven juntas" sin especificar si están casadas.

## Aspectos principales de la convención
La Convención de Estambul es el primer instrumento legal de fuerza obligatoria que crea un marco legal comprensible y una aproximación para combatir la violencia contra mujeres además de prevenir la violencia doméstica, protegiendo a las víctimas y castigando a los infractores.
Establece que la violencia contra las mujeres y la violencia intrafamiliar son una grave violación de los derechos humanos y una forma de discriminación, de la que los Estados son responsables si no responden de manera adecuada.
Contempla como delito todas las formas de violencia contra la mujer: la violencia física, psicológica y sexual, incluida la violación; la mutilación genital femenina, el matrimonio forzado, el acoso, el aborto forzado y la esterilización forzada. Esto implica que los Estados deberán introducir en sus sistemas jurídicos estos delitos.
En el apartado referido a la violencia sexual, el convenio de Estambul deja claro que “el consentimiento debe prestarse voluntariamente como manifestación de libre arbitrio de la persona considerado en el contexto de las condiciones circundantes”.
Entre sus avances en relación con leyes anteriores -entre ellas la Ley Integral contra la Violencia de Género en España (2004) que en su momento se consideró pionera- está el poner no sólo el foco en la prevención de la violencia y la protección de las víctimas sino también en la persecución y el castigo a los agresores. También condena cualquier práctica contra la mujer sin aceptar como atenuante las tradiciones culturales.

## Datos sobre violencia de género en Europa
Según datos disponibles publicados por el Consejo de Europa en 2017
- una de cada tres mujeres en la UE ha sido víctima de violencia física o sexual desde los 15 años;
- una de cada veinte mujeres ha sido violada;
- más de la mitad (55 %) de las mujeres ha sufrido acoso sexual;
- una de cada tres mujeres ha sufrido abuso psicológico por parte de una pareja;
- una de cada tres mujeres ha sufrido violencia física o sexual por un adulto durante la infancia.